# Bulbophyllum purpureum
Bulbophyllum purpureum é uma espécie de orquídea (família Orchidaceae) pertencente ao gênero Bulbophyllum. Foi descrita por George Henry Kendrick Thwaites em 1861.